# Paul L. Stein
Paul L. Stein (4 de febrero de 1892 - 2 de mayo de 1951) fue un director de cine austriaco con 67 películas en su carrera. Stein empezó su carrera en Berlín en 1918 y trabajó exclusivamente en la Alemania del cine mudo de la industria hasta 1926, cuando por primera vez viajó a Hollywood, y pasó los siguientes cinco años de su trayectoria entre Alemania y los EE. UU., donde trabajó con estrellas como Jeanette MacDonald, Lillian Gish y Constance Bennett.
En 1931, Stein se trasladó a Inglaterra después de firmar un contrato con la británica International Pictures, donde se le asignaron títulos de reconocido prestigio, grandes producciones, incluyendo algunas de la popular opereta películas de mediados de la década de 1930. Durante la mayoría de su carrera, la visión de Stein tienden a ser películas destinadas principalmente a un público femenino, aunque más tarde también dirigió películas de suspense y espionaje criminal. Stein se mantuvo en Inglaterra durante el resto de su vida y su carrera, convirtiéndose en un ciudadano británico naturalizado en 1938.

## Filmografía
| - 1929: This Thing Called Love - 1930: One Romantic Night - 1930: The Lottery Bride - 1930: Sin Takes a Holiday - 1931: Born to Love - 1931: The Common Law - 1932: A Woman Commands - 1932: Lily Christine - 1932: Breach of Promise - 1933: The Song You Gave Me - 1933: Red Wagon - 1934: Blossom Time - 1935: Heart's Desire - 1935: Mimi - 1936: Faithful - 1937: Café Collette | - 1938: Jane Steps Out - 1939: Black Limelight - 1939: The Outsider - 1939: Poison Pen - 1939: Just Like a Woman - 1940: It Happened to One Man - 1942: Talk About Jacqueline - 1943: The Saint Meets the Tiger - 1945: Kiss the Bride Goodbye - 1945: Twilight Hour - 1945: Waltz Time - 1946: Lisbon Story - 1946: The Laughing Lady - 1948: Counterblast - 1950: The Twenty Questions Murder Mystery |

- Datos: Q94586
- Multimedia: Paul L. Stein / Q94586